# Birutė Dominauskaitė
Birutė Dominauskaitė (ur. 6 kwietnia 1973) – litewska koszykarka.
Zawodniczka występująca na pozycji skrzydłowej. Karierę rozpoczynała w Lietuvos Telekomas Wilno, w którym grała do 2000. Następnie przeszła do ŁKS Łódź, w którym grała do 2008 roku. Po opuszczeniu Polski wróciła na Litwę, gdzie zasiliła szeregi drużyny ekstraklasy Ruta Siauliai.
Znana jest przede wszystkim ze znakomitego rzutu za trzy punkty. W barwach ŁKS Łódź raz wygrała klasyfikację najlepiej rzucających za trzy (w sezonie 2004/05), lecz zawsze plasowała się w czołówce.

## Osiągnięcia
Indywidualne
- MVP kolejki FGE (11 – 2006/2007)[1]